# 保育ママ
保育ママ（ほいくママ）とは、日本において両親の就労等により家庭において必要な保育を受けることが困難であり、かつ保育所に入所できない主に3歳未満の児童を保育者の居宅等で保育する通所の施設、又は保育者の通称、又は東京都江戸川区における正式呼称である。
国の要綱(昼間養育運営要綱、家庭的保育等事業実施要綱、家庭的保育事業ガイドライン)に基づく他、市区の単独事業により行われている。

## 保育ママの正式呼称
当初は国により昼間里親と呼称されたが、地方単独事業で行われた例は各地方公共団体により様々な呼称が用いられており、東京都江戸川区においては当初は江戸川区家庭福祉員と称していたが、1973年より保育ママの呼称を用いている。
2001年以降、国により家庭的保育事業の呼称が用いられている。

## 歴史
- 1948年 厚生省が昼間養育運営要綱を制定し、昼間里親の制度を作る。
- 1950年 京都府京都市が昼間里親制度を発足。
- 1965年 神奈川県川崎市が家庭保育福祉員制度を発足。
- 1966年 神奈川県横浜市が家庭保育福祉員制度を発足を。
- 1966年 東京都が家庭福祉員制度を発足。
- 1969年 東京都江戸川区が江戸川区家庭福祉員制度を発足。
- 1973年 東京都江戸川区が家庭福祉員制度を保育ママ制度に改称。
- 1977年 北海道札幌市が家庭福祉員制度を発足。
- 2001年 厚生労働省が家庭的保育等事業実施要綱を制定し、家庭的保育事業の自治体への補助事業を開始。
- 2008年 国の議会が児童福祉法の改正により家庭的保育事業を法制化し、政府が家庭的保育事業ガイドラインを制定。

## 保育ママの資格
2010年に、独自の資格研修制度がスタートするが、それ以前は「保育ママ」自体が公的資格であるわけではなかった。
保育士、幼稚園教諭、看護師、助産師、保健師等の資格者から地方公共団体が認定している。地方公共団体によっては乳幼児の育児経験者でも可とする場合がある。国の家庭的保育事業では保育士又は看護師を資格要件としていたが、2010年4月より規制が緩和され、無資格者であっても一定の研修を履修する事で資格要件を満たせるようになった。
居宅で保育を行う為、保育の場として提供できる部屋を確保している事が重要である。
なお、「保育ママ」と呼称されているが、仙台市には男性の「保育ママ」も存在している。

## 保育ママ類似の民間サービス
- エスクが会員制で保育ママ類似のサービスを実施している。預かる会員の資格要件は育児経験があり保育の場を提供できる者であり、公的資格の取得は求められない。

- チャイルドマインダーという民間資格を取得した者が、居宅で保育ママに類似する保育サービスを提供する場合があるが、定員6名以上の場合には認可外保育施設指導監督指針により、保育士・看護師・幼稚園教諭等の資格取得者の配置を指導される可能性がある。